# Agent Stone
Pour l’article homonyme, voir Heart of Stone.
Pour plus de détails, voir Fiche technique et Distribution.
Agent Stone (Heart of Stone) est un film américain réalisé par Tom Harper et sorti en 2023 sur Netflix.

## Synopsis
Rachel Stone est agent de renseignement au sein d'une équipe du MI6, mais il s'agit d'une couverture. Elle travaille en fait pour une organisation paraétatique de maintien de la paix qui utilise une puissante intelligence artificielle, le Heart. Alors qu'elle désobéit aux ordres pour sauver son équipe, elle révèle son identité et sert de cheval de Troie pour compromettre le système. Mise à pied, elle décide de partir à la recherche de la mystérieuse commanditaire et de son acolyte.

## Fiche technique
Sauf indication contraire, les informations mentionnées dans cette section peuvent être confirmées par la base de données cinématographiques IMDb,  présente dans la section « Liens externes ».
- Titre original : Heart of Stone
- Titre français : Agent Stone
- Réalisation : Tom Harper
- Scénario : Greg Rucka et Allison Schroeder, d'après une histoire de Greg Rucka
- Musique : Steven Price
- Décors : Charles Wood
- Costumes : Julian Day
- Photographie : George Steel
- Montage : Mark Eckersley
- Production : Bonnie Curtis, David Ellison, Gal Gadot, Dana Goldberg, Don Granger, Julie Lynn et Jaron Varsano
- Productions déléguée : Jimmy Abounouom, Tom Harper, Greg Rucka et Patricia Whitcher
- Sociétés de production : Skydance Media, Pilot Wave et Mockingbird Pictures
- Société de distribution : Netflix
- Pays de production :  États-Unis
- Langue originale : anglais
- Format : couleur — 2,39:1
- Genre : espionnage, action, thriller
- Durée : 123 minutes
- Date de sortie[2] :
  - Monde : 11 août 2023 (Netflix)

## Distribution
- Gal Gadot (VF : Ingrid Donnadieu) : Rachel Stone
- Jamie Dornan (VF : Axel Kiener) : Parker
- Matthias Schweighöfer (VF : Théo Frilet) : le valet de cœur
- Alia Bhatt (VF : Julie Schotsmans) : Keya Dhawan
- Sophie Okonedo (VF : Annie Milon) : Nomad
- Paul Ready (VF : Guillaume Bourboulon) : Bailey
- Jing Lusi (en) (VF : Claire Morin) : Yang
- Enzo Cilenti (VF : Sébastien Desjours) : Mulvaney
- B. D. Wong (VF : Daniel Lafourcade) : le roi de trèfle
- Archie Madekwe (VF : Arthur Khong) : Ivo
- Jon Kortajarena : le blond
- Glenn Close (VF : Cathy Cerda) : le roi de carreau

## Production
En décembre 2020, il est annoncé que Gal Gadot a signé un contrat pour apparaitre dans un film, envisagé comme le premier d'une franchise dans la veine de Mission impossible. Tom Harper est alors en négociations pour le poste de réalisateur. Sa participation est confirmée en janvier 2021, alors que la distribution est acquise par Netflix. En février 2022, Jamie Dornan est annoncé dans l'un des rôles principaux. En mars, Alia Bhatt, Sophie Okonedo, Matthias Schweighöfer, Jing Lusi ou encore Paul Ready rejoignent la distribution,. Il s'agit du premier film américain d'Alia Bhatt, star du cinéma indien.
Le tournage démarre le 26 janvier 2022 dans la province autonome de Bolzano, en Italie. L'équipe tourne également à Londres en mars 2022,. Le mois suivant, les prises de vues se poursuivent à Reykjavik, en Islande, avant un retour à Londres, en mai. L'équipe se rend ensuite à Lisbonne, au Portugal. Le tournage a également lieu au Maroc et dans les studios de Shepperton,. Les prises de vues s'achèvent le 28 juillet 2022.

## Accueil
Malgré des critiques négatives dans la presse, le film se classe en tête dans 84 pays à son lancement le 11 août 2023 sur Netflix,.